# Bohnenländer See
Der Bohnenländer See befindet sich zwei Kilometer nordnordöstlich des Gördensees oder Zummels in Brandenburg an der Havel und hat über den Eisengraben einen angelegten Abfluss in die Havel. Er ist wie sein südlicher Nachbar ein reiner Waldsee.
Der See bedeckt eine Fläche von rund 14,3 Hektar und hat eine maximale Wassertiefe von zwei Metern. Er erstreckt sich 1,1 km von Nord nach Süd und in seiner breitesten Ausdehnung von Ost nach West 150 m.

## Entstehungsgeschichte
Der Bohnenländer See ist Teil einer während der letzten, der Weichselkaltzeit geformten, südlich des Gallbergs und Schwarzen Bergs beginnenden, über weite Bereiche trocken gefallenen glaziale Rinne. Diese verläuft vom südlichen Ende des Marzahner Gletscherzungenbeckens beziehungsweise des Marzahner Fenns bis zum Quenzsee nach Süden und lässt sich in der Topografie der Landschaft gut verfolgen. Es handelt sich dabei um die Bohnenland-Görden-Rinne, in der neben dem Bohnenländer auch der Gördensee liegt. Sie verläuft parallel zur Beetzseerinne im Osten und einer weiteren Rinne im Westen, in der heute die Havel fließt. Wie der Gördensee wird auch der Bohnenländer See aus Grundwasservorkommen gespeist. Wie sein südlicher Nachbar ist er von einem ausgeprägten Verlandungsprozess betroffen. Ursache für die zunehmende Verlandung ist die Anlage eines Abflusses, des Eisengrabens, wodurch der See unnatürlich an Wasser verliert.

## Name
Der Name Bohnenländer See leitet sich vom Vorwerk Bohnenland ab, das die Altstadt Brandenburg vor 1684 auf der wüsten Feldmark Görne anlegte. Offensichtlich wurden dort vermehrt Bohnen gezogen, sodass in einer Urkunde von 1684 von einem „Vorwergk Bohnen Land“ gesprochen wird. Seit dem 20. Jahrhundert ist Bohnenland ein Wohnplatz der Stadt Brandenburg an der Havel.

## Funktion
Der Bohnenländer See wird gemeinsam mit seiner waldreichen Umgebung als Naherholungsgebiet genutzt. Der beinahe durchgehende dichte Schilfgürtel lässt es nur an sehr wenigen Stellen zu, die Wasserfläche zu erreichen. Ein Wanderpfad von 3,3 Kilometern Länge umrundet den See. Während das westliche Ufer flach in das umgebende Gelände ausläuft, erhebt sich die östliche Uferböschung bis zu sechs Metern steil über das Seeufer, teils nur noch Raum für den Uferpfad lassend. Eichen, Linden, Birken, Kiefern und Weiden zählen zum hauptsächlichen Baumbestand rund um den See.
Der Überrest der Bohnenländer Eiche, ein ehemaliges Naturdenkmal nur etwa 600 Meter Luftlinie nordnordwestlich der nördlichen Seespitze an einem Waldrain, sie gehörte zu den dicksten Eichen in Deutschland, sowie die 200 Meter östlich der nördlichen Seepitze beginnenden und sich über 700 Meter nach Osten ziehenden Schwedenwälle bilden gemeinsam mit dem See die Anziehungspunkte für Wanderer und Spaziergänger in diesem Gebiet.

## Fauna, Flora
Seerosen und Schilfrohr sind an den Säumen vorherrschend. Der See ist ein bevorzugtes Revier von Wasservögeln wie Schwänen, Lietzen und Stockenten. In den Uferregionen begegnet man Ringelnattern und Fröschen.

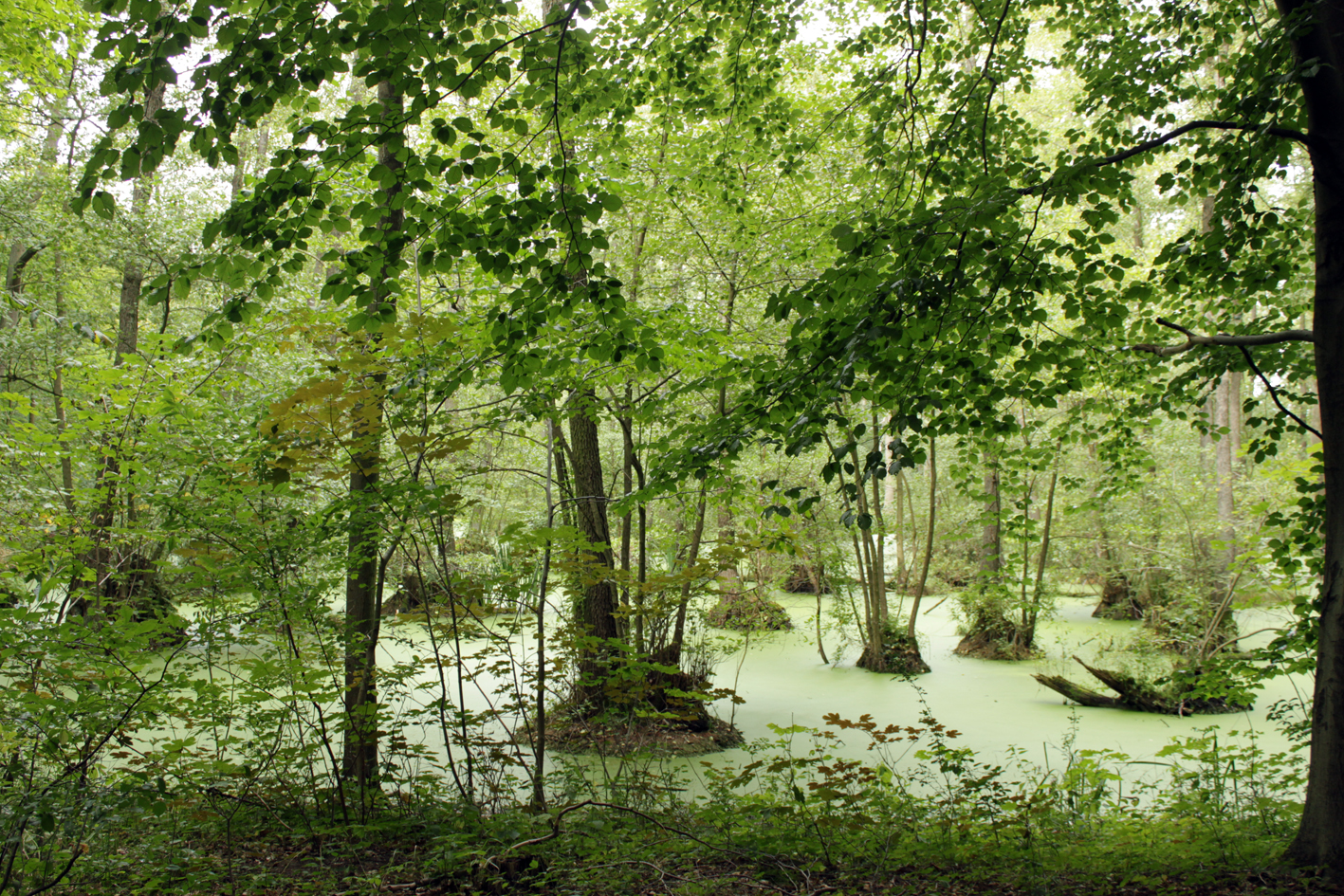
Bruchwald nördlich des Sees
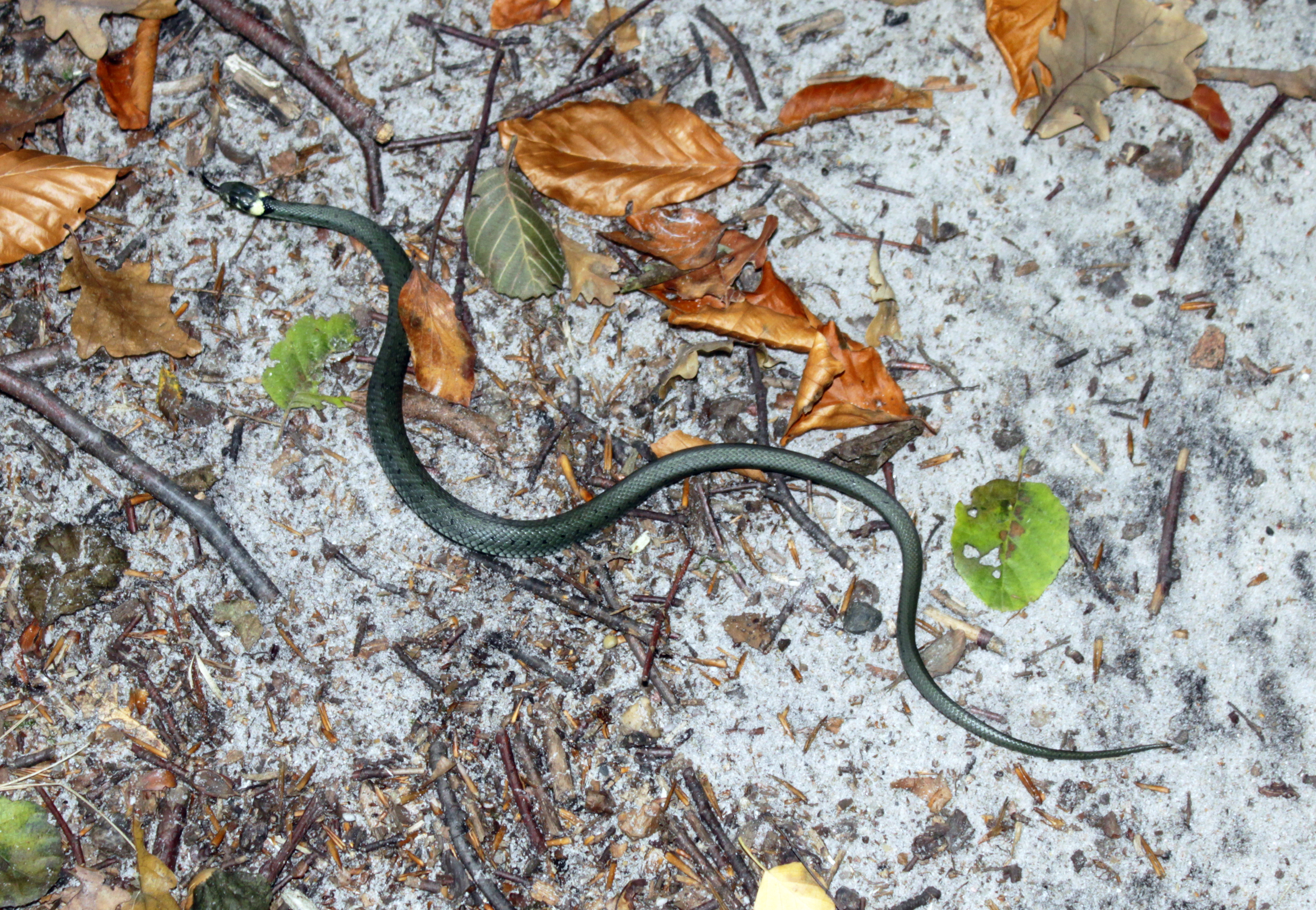
Eine Ringelnatter in der Nähe des Sees
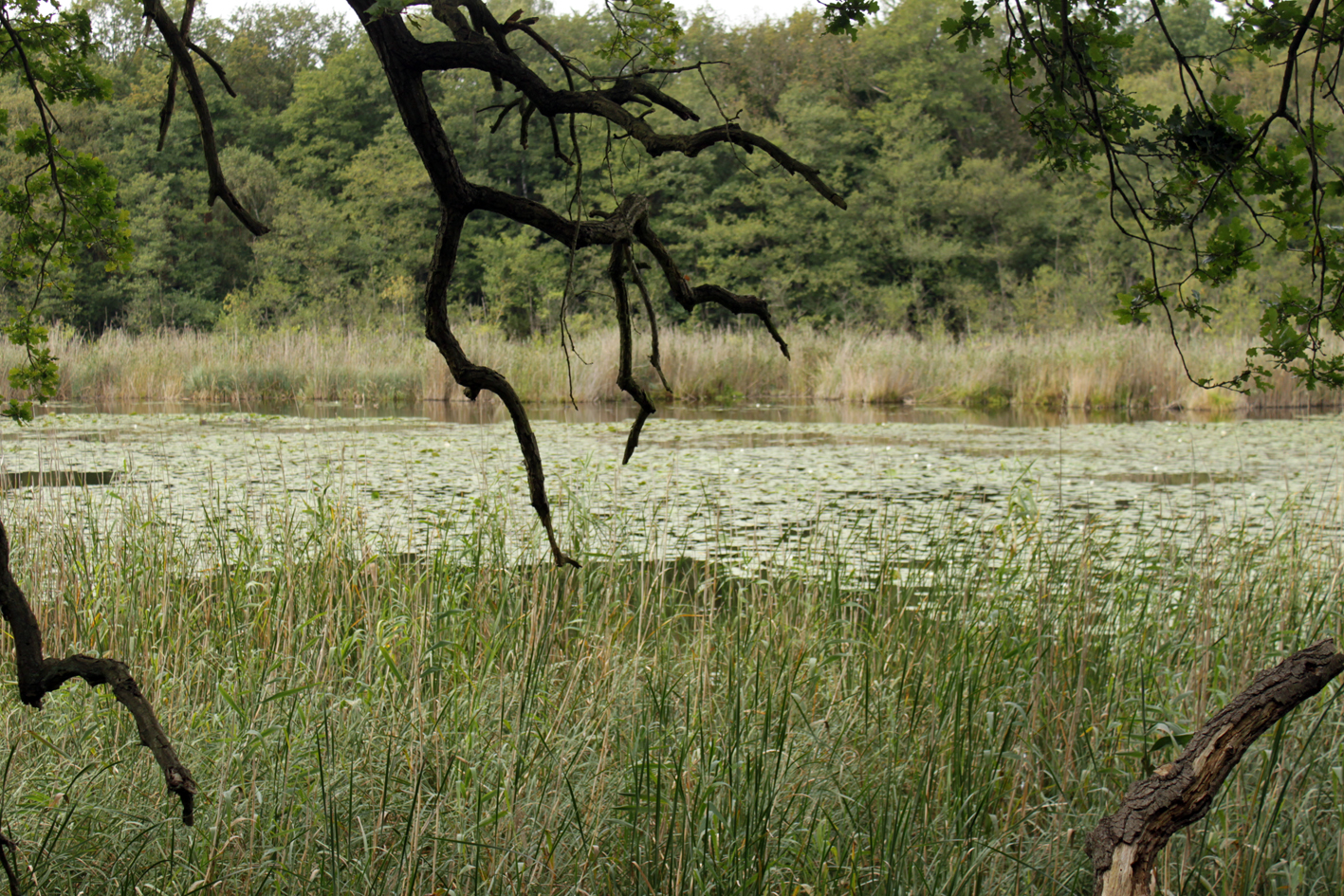
Breite Seerosenteppiche und ein dichter Schilfgürtel

## Abfluss
Zuflüsse besitzt der Bohnenländer See nicht. Er speist sich aus Grundwasser. Der Bohnenländer See entwässert zuerst in südliche, dann in westliche Richtung über einen künstlichen Graben, den Eisengraben in die Untere Havel bei Tieckow. In vielen Kartenwerken und Büchern wird die Annahme vertreten, der Eisengraben sei in seinem Oberlauf bis zur Stadtgrenze Havelsees der Schlangengraben und bilde dessen Verlängerung in westliche Richtung. Nach dieser Annahme würde der Schlangengraben das Wasser des Bohnenländer Sees aufnehmen und ost- und westwärts abfließen. Laut dieser Darstellungen bestünde eine kontinuierliche Verbindung zwischen Beetzsee und der Havel südlich von Tieckow über beide Gräben, was jedoch nicht der Realität entspricht. Tatsächlich beginnt der Schlangengraben etwa zwei Kilometer östlich des Bohnenländer Sees nur einhundert Meter vom Eisengraben in der Butter Laake und fließt zum Beetzsee ab.

## Landschaftsschutzgebiet
Durch Verordnung von Oberbürgermeister Wilhelm Sievers wurde die Rinne Gördensee – Bohnenländer See als Landschaftsschutzgebiet (LSG) gesichert, das heute Teil des LSG „Westhavelland“ ist.